# Глаукофітові водорості
Глаукофітові водорості, глаукофіти, або глаукоцистофіти (Glaucophyta) — невеликий давній відділ одноклітинних водоростей, що включає вісім родів і 21 вид. Глаукофіти особливо цікаві своїми унікальними хлоропластами (ціанеллами), досить примітивно влаштованими в порівнянні з хлоропластами інших водоростей: вони містять шар муреїну між мембранами і мають багато інших характеристик, властивих ціанобактеріям. Відповідно до сучасних уявлень, глаукофітові водорості відокремлено від архепластид (Archaeplastida)[джерело?].
Назва групи утворена від дав.-гр. γλαυκός — «синьо-зелений» та φυτόν — «рослина» і обумовлена характерним синьо-зеленим кольором їхніх хлоропластів.

## Біологія клітини
Глаукофітові водорості представлені одноклітинними і колоніальними формами з монадним, кокоїдним і пальмелоїдним типами організації. Для всіх глаукофітових характерні еліпсоїдальна форма клітини і мікроскопічні розміри. При цьому у водоростей з пальмелоїдною будовою талому клітини мають майже сферичну форму діаметром 10-15 мкм у Gloeochaete і 24-36 мкм у Cyanoptyche.
Види роду Cyanophora характеризуються монадною будовою талому і досить чітко поділяються на дві групи. В одну входять види з овоїдною або еліпсоїдною формами клітини: C. paradoxa (приблизно 15 мкм в довжину і 9 мкм в поперечнику, C. cuspidata, C. kugrensii; в іншу — види з клітинами бобовидної форми, сплощені в дорсовентральному напрямку.

### Запасний продукт
Запасний продукт в клітинах глаукофітових водоростей — крохмаль, відкладається у вигляді гранул в цитозолі. У цьому глаукофіти схожі з червоними водоростями (Rhodophyta) і відрізняються від зелених рослин (Viridiplantae), які накопичують запасні речовини в пластидах. Однак, червоні водорості запасають не звичайний крохмаль, як глаукофіти і рослини, а особливі амілопектин-подібні сполуки.

### Розмноження
Розмноження у глаукофітових — вегетативне і безстатеве (у Glaucocystis — за допомогою автоспор, у Gloeochaete і Cyanoptyche — за допомогою зооспор; Cyanophora зазвичай розмножується поздовжнім поділом навпіл, але може також утворювати зооспори). Статеве розмноження не описано. Мітоз відкритий, цитокінез поздовжній.

## Поширення і екологія
Глаукофітові водорості мешкають виключно в прісних водах, зокрема, на болотах. Великі популяції глаукофітів трапляються рідко. Серед них є й планктонні форми, і прикріплені колонії. У пробах глаукофіти виділяють від інших водоростей зі схожою морфологією за наявністю пластид яскравого синьо-зеленого кольору. Від синьо-зелених водоростей їх відрізняє наявність незабарвленої цитоплазми.

### Роди і види глаукофітів
- монадні форми:

- Cyanophora Korshikov, 1924  (види: C. paradoxa, C. biloba, C. cuspidata, C. kugrensii, C. sudae, C. tetracyanea)
- Peliaina Pascher, 1929  (вид P. cyanea)
- Strobilomonas J.Schiller, 1954  (вид S. cyaneus)

- кокоїдні форми:

- Glaucocystis Itzigs. ex Rabenh., 1866  (види: G. nostochinearum, G. bullosa, G. caucasica, G. cingulata, G. duplex, G. molochinearum, G. oocystiformis, G. simplex)
- Glaucocystopsis Bourr., 1960  (вид G. africana)

- пальмелоїдні форми:

- Chalarodora Pascher, 1929  (вид C. azurea)
- Cyanoptyche Pascher, 1929  (вид C. gloeocystis)
- Gloeochaete Lagerh., 1883  (види: G. wittrockiana, G. protogenita)